# クリーク郡 (オクラホマ州)
クリーク郡（Creek County）は、アメリカ合衆国オクラホマ州の郡である。人口は7万1754人（2020年）。郡庁所在地はサパルパである。

## 地理
アメリカ合衆国統計局によると、この郡は総面積2,512 km2 (970 mi2) である。このうち2,475 km2 (956 mi2) が陸地で37 km2 (14 mi2) が水地域である。総面積の1.47%が水地域となっている。

### 隣接する郡
- ポーニー郡  (北)
- タルサ郡  (東)
- オクマルギー郡  (南東)
- オクフスキー郡  (南)
- リンカーン郡  (西)
- ペイン郡  (北西)

## 人口動勢
2000年国勢調査で、この郡は人口67,367人、25,289世帯、及び19,017家族が暮らしている。人口密度は27/km2 (70/mi2) である。11/km2 (29/mi2) の平均的な密度に27,986軒の住宅が建っている。この郡の人種的な構成は白人82.27%、アフリカン・アメリカン2.56%、先住民9.08%、アジア0.27%、太平洋諸島系0.03%、その他の人種0.63%、及び混血5.16%である。ここの人口の1.90%はヒスパニックまたはラテン系である。
この郡内の住民は27.40%が18歳未満の未成年、18歳以上24歳以下が8.00%、25歳以上44歳以下が27.30%、45歳以上64歳以下が24.50%、及び65歳以上が12.80%にわたっている。中央値年齢は37歳である。女性100人ごとに対して男性は96.00人である。18歳以上の女性100人ごとに対して男性は92.90人である。
この郡内の世帯ごとの平均的な収入は33,168米ドルであり、家族ごとの平均的な収入は38,470米ドルである。男性は31,190米ドルに対して女性は21,690米ドルの平均的な収入がある。この郡の一人当たりの収入 (per capita income) は16,191米ドルである。人口の13.50%及び家族の10.80%は貧困線以下である。全人口のうち18歳未満の17.20%及び65歳以上の14.10%は貧困線以下の生活を送っている。

## 都市及び町
- サパルパ（郡庁所在地）
- オークハースト
- オイルトン
- シャームロック
- スリック
- Bristow
- Depew
- Drumright
- Kellyville
- Kiefer
- Lawrence Creek
- Mannford
- Mounds

## NRHP 遺跡
クリーク郡内の以下の遺跡はw:National Register of Historic Placesの名簿に記載されている：
- Beard Motor Company、Bristow
- Berryhill Building、Sapulpa
- Bridge No. 18 at Rock Creek、Sapulpa
- Bristow Motor Company Building、Bristow
- Bristow Presbyterian Church、Bristow
- Bristow Tire Shop、Bristow
- クリーク郡コートハウス、Sapulpa
- Drumright Gasoline Plant No. 2、Drumright
- Aaron Drumright House、Drumright
- First United Methodist Church of Drumright、Drumright
- ジョン・フランク・ハウス、Sapulpa
- J. W. Fulkerson House、Drumright

- Barnett Jackson No. 11 Oil Well、Drumright
- Little Deep Fork Creek Bridge、Bristow
- Markham School and Teacherage、オイルトン
- McClung House、Sapulpa
- Meacham Building、オイルトン
- Santa Fe Depot、Drumright
- Sapulpa Downtown Historic District、Sapulpa
- Texaco Service Station、Bristow
- Tidal School、Drumright
- ワシントンスクール (Drumwright, Oklahoma)、Drumright
- West Sapulpa Route 66 Roadbed、Sapulpa
- Wheeler No. 1 Oil Well、Drumright